# Komutativni monoid
Komutativni monoid je polgrupa z nevtralnim elementom (identiteto). Število komutativnih monoidov moči n = 1, 2, 3, ... tvori celoštevilsko zaporedje (OEIS A058131):
1, 2, 5, 19, 78, 421, 2637, ... .